# Benjamin Kingsbury
Benjamin Kingsbury (* um 1765 in Warwick, fl. 1825 in London) war ein englischer Geistlicher und Autor. Breite Bekanntheit erlangte er als Verfasser eines Buches über Rasiermesser und deren Verwendung (A Treatise on Razors, 1797), das in der ersten Hälfte des 19. Jahrhunderts zahlreiche Auflagen erlebte und 1800 auch in einer deutschen Übersetzung erschien.

## Leben und Werk
Kingsbury wurde um das Jahr 1765 in Warwick in der englischen Grafschaft Warwickshire geboren und ging im südöstlich gelegenen Daventry zur Schule. Nach einer 1783 begonnenen Ausbildung zum Geistlichen ließ er sich zunächst in Warwick nieder. Eine im Jahr 1790 angetretene Stelle als presbyterianischer Pastor in Evesham verlor er schon nach kurzer Zeit in einem Streit mit der dortigen Gemeinde. Seiner Tätigkeit als Geistlicher entsprangen eine Reihe von theologischen Werken mit Titeln wie An Answer to an Address to the People of Great Britain (1788), Prayers for the Use of Families (1790) und A Recommendation of Family Religion (1792).
Im Jahr 1791 heiratete Kingsbury in London die Tochter eines angesehenen Metallwarenhändlers und trat in das Geschäft seines Schwiegervaters ein. In London erschien 1797 die erste Auflage seiner am weitesten verbreiteten Schrift, A Treatise on Razors (dt. Eine Abhandlung über Rasiermesser). In dieser setzte Kingsbury sich – offenbar auf der Grundlage seiner beruflichen Tätigkeit – mit dem Rasiermesser auseinander. Kingsbury beschreibt darin sowohl die genauen Eigenschaften eines hochwertigen Rasiermessers als auch die notwendigen Schritte zu dessen ordnungsgemäßer Pflege. Gleichzeitig weist er den Leser in die korrekte Verwendung von Rasiermessern im Rahmen der Selbstrasur ein.
Bereits drei Jahre nach der Erstveröffentlichung erschien der Treatise on Razors auch in einer deutschsprachigen Übersetzung unter dem Titel Abhandlung von Barbier-Messern (Leipzig 1800). In der ersten Hälfte des 19. Jahrhunderts erlebte die englischsprachige Ausgabe zahlreiche Auflagen. Während die 10. Auflage aus dem Jahr 1825 noch den Vermerk „Sold by the author“ enthielt, gab das Titelblatt der 11. Auflage aus dem Jahr 1830 erstmals an, dass die Schrift bei einem Thomas Kingsbury in der New Bond Street in London zum Verkauf stehe. Noch im Jahr 1866 widmete die Zeitschrift The Spectator dem Werk eine ausführliche Besprechung.

## Schriften
- An Answer to an Address to the People of Great Britain, by the Bishop of Llandaff, in another Address to the People, 1788
- Prayers for the Use of Families, 1790
- A Recommendation of Family Religion, 1792
- A treatise on razors: in which the weight, shape, and temper of a razor, the means of keeping it in order, and the manner of using it, are particularly considered; And In which it is intended to convey a knowledge of all that is necessary on this subject; By Benjamin Kingsbury, Razor-Maker, London 1797, 21801, 31802, 41804, 51806, 61810, 71814, 81820, 91821, 101825, 111830, 121837. Die sechste Auflage aus dem Jahr 1810 ist online abrufbar über die Bodleian Libraries, University of Oxford.
- An Address to the People of Great Britain on the proposed Tax upon Income, 1798